# Jacob Schopf
Jacob Schopf (Berlino, 8 giugno 1999) è un canoista tedesco, vincitore di due medaglie d'oro ai campionati mondiali e di una medaglia d'argento ai Giochi olimpici.

## Palmarès
| Anno | Manifestazione          | Sede             | Evento          | Risultato | Prestazione | Note |
| ---- | ----------------------- | ---------------- | --------------- | --------- | ----------- | ---- |
| 2016 | Mondiali juniores e U23 | Minsk            | K1 1000m junior | Oro       | 3'40"047    |      |
| 2016 | Mondiali juniores e U23 | Minsk            | K4 1000m junior | 5°        | 3'07"808    |      |
| 2017 | Mondiali juniores e U23 | Pitești          | K1 1000m junior | Oro       | 4'10"784    |      |
| 2017 | Mondiali juniores e U23 | Pitești          | K4 500m junior  | Oro       | 1'22"480    |      |
| 2018 | Mondiali                | Montemor-o-Velho | K4 1000m        | Oro       | 2'57"947    |      |
| 2019 | Giochi europei          | Minsk            | K2 1000m        | Oro       | 3'18"175    |      |
| 2019 | Mondiali                | Seghedino        | K2 1000m        | Argento   | 3'20"537    |      |
| 2021 | Giochi olimpici         | Tokyo            | K2 1000m        | Argento   | 3'15"584    |      |
| 2024 | Giochi olimpici         | Parigi           | K2 500m         | Oro       | 1'26"87     |      |
| 2024 | Giochi olimpici         | Parigi           | K4 500m         | Oro       | 1'19"80     |      |